# 毛蓝钟花
毛蓝钟花（学名：Cyananthus macrocalyx var. pilosus）为桔梗科蓝钟花属下的一个变种。

## 扩展阅读
- 維基物種上的相關：毛蓝钟花